# Эбях
Эбя́х (якут. Эбээх) — село в Среднеколымском улусе Республики Саха. Административный центр и единственный населённый пункт 2-го Кангаласского наслега. Основано в 1940 году.

## География
Село находится на Колымской низменности на расстоянии 40 км к западу от озера Павылон и 210 км к северо-западу от Среднеколымска, административного центра района.

## Население
| 2002 | 2010 | 2012 | 2013 | 2014 | 2015 | 2016 |
| ---- | ---- | ---- | ---- | ---- | ---- | ---- |
| 504  | →504 | ↘491 | ↘488 | ↘475 | ↘472 | ↗474 |
| 2017 | 2018 | 2019 | 2020 | 2021 |      |      |
| ↗486 | ↘485 | ↘467 | ↘444 | ↗453 |      |      |

### Национальный состав
Национальный состав: якуты (86 %), русские, эвены, украинцы, эвенки, китайцы, юкагиры (11 человек).

## Улицы
| - ул. Молодёжная, - ул. Н.С. Габышева, | - ул. Портовская, - ул. Ф.Ф. Бережнова. |

## Экономика
В селе располагается сельскохозяйственный производственный кооператив, специализирующийся на животноводстве.

## Инфраструктура
В селе функционирует средняя общеобразовательная школа.

## Транспорт
Транспортное сообщение с райцентром осуществляется по автозимнику через село Сватай.